# Anopheles amictus
Anopheles amictus es una especie de mosquito del género Anopheles, de la familia Culicidae, orden Diptera. Fue descrita por Edwards en 1921.
Se distribuye por Asia: Indonesia y Oceanía: Australia. Fue publicada en Edwards, F.W. (1921), Mosquito notes.--II. Bulletin of Entomological Research 12: 69-80.